# Nadine Grau
Nadine Grau (* 4. November 1977) ist eine deutsche Juristin. Sie ist seit dem 27. September 2022 Richterin am Bundesgerichtshof.

## Leben und Wirken
Grau trat nach Abschluss ihrer juristischen Ausbildung und ihrer Promotion im Juni 2006 in den Justizdienst des Landes Nordrhein-Westfalen ein und war zunächst bei dem Landgericht Köln und dem Amtsgericht Leverkusen tätig. Zudem hatte sie einen Dienstleistungsauftrag im Justizprüfungsamt des Oberlandesgerichts Köln. Im August 2009 wurde sie bei dem Landgericht Köln zur Richterin am Landgericht ernannt. Von September 2013 bis Dezember 2016 war Grau als wissenschaftliche Mitarbeiterin an den Bundesgerichtshof abgeordnet. Seit Januar 2017 war sie als Richterin am Oberlandesgericht bei dem Oberlandesgericht Köln tätig.
Nach ihrer Ernennung zur Richterin am Bundesgerichtshof am 27. September 2022 wies das Präsidium Grau dem vornehmlich für die Rechtsstreitigkeiten aus den Gebieten des Grundstücksrechts, des Wohnungseigentumsrechts und des Nachbarrechts zuständigen V. Zivilsenat zu.